# Isocyanat
Isocyanat er en funktionel gruppe med formlen R–N=C=O. organiske forbindelser, der indeholder en isocyanatgruppe, blive kaldt isocyanater. En isocyanat der har to isocyanatgrupper kaldes en di-isocyanat. Di-isocyanater bliver fremstillet til reaktioner med polyoler i produktionen af polyurethaner, der er en stofklasser af polymerer.
Isocyanater bør ikke forveksles med cyanatestre og isocyanider, der opfører sig meget anderledes i reaktioner. Den funktionelle cyanatgruppe (R–O–C≡N) er struktureret i omvendt rækkefølge af isocyanatgruppen (R–N=C=O). Isocyanider har strukturen R-N≡C, og mangler derved oxygenet fra cyanatgrupperne.